# Dagny Jørgensen
Dagny Jørgensen (ur. 22 marca 1929 w Asker) – norweska narciarka alpejska, uczestniczka zimowych igrzysk olimpijskich 1952 rozgrywanych w Oslo. Starsza siostra Inger Jørgensen.

## Osiągnięcia

### Igrzyska olimpijskie
| Miejsce | Dzień     | Rok  | Miejscowość | Konkurencja   | Czas biegu  | Strata   | Zwyciężczyni         |
| ------- | --------- | ---- | ----------- | ------------- | ----------- | -------- | -------------------- |
| 33.     | 14 lutego | 1952 | Oslo        | Slalom gigant | 2:31.1 min. | +24.3 s. | Andrea Mead-Lawrence |
| 21.     | 17 lutego | 1952 | Oslo        | Zjazd         | 1:56.5 min. | +9.4 s.  | Trude Jochum-Beiser  |